# Damon (Vorname)
Damon ist ein männlicher Vorname. 

## Herkunft und Bedeutung
Der Name kommt vom griechischen δαμάζω (damazo – ich zähme, bändige). Als Name taucht er in einer griechischen Legende auf, in der es um Freundschaft geht (siehe Damon und Phintias). Der Name tritt vorwiegend im englischen Sprachraum auf.

## Namensträger
- Damon Albarn (* 1968), britischer Musiker und Sänger, musikalischer Kopf der Rockband Blur
- Damon Galgut (* 1963), südafrikanischer Schriftsteller und Dramatiker
- Damon Gupton (* 1973), US-amerikanischer Schauspieler und Dirigent
- Damon Harrison (* 1988), US-amerikanischer American-Football-Spieler
- Damon Hayler (* 1976), australischer Snowboarder
- Damon Herriman (* 1970), australischer Schauspieler
- Damon Heta (* 1987), australischer Dartspieler
- Damon Hill (* 1960), britischer Automobilrennfahrer und Motorsport-Funktionär
- Damon Knight (1922–2002), US-amerikanischer Science-Fiction-Autor, -Herausgeber und -Kritiker
- Damon Leitch (* 1992), neuseeländischer Automobilrennfahrer
- Damon Lindelof (* 1973), US-amerikanischer Drehbuchautor und Filmproduzent
- Damon Locks (* 1967 oder 1968), US-amerikanischer Bildender Künstler, Klangkünstler, Liedtexter und Musiker
- Damon Paul (* 1985), deutscher DJ und Musikproduzent
- Damon Runyon (1880–1946), US-amerikanischer Journalist und Schriftsteller
- Damon Severson (* 1994), kanadischer Eishockeyspieler
- Damon Smith (* 1972), amerikanischer Kontrabassist der freien Improvisationsmusik
- Damon Stoudamire (* 1973), US-amerikanischer Basketballspieler und -ctrainer
- Damon Wayans (* 1960), US-amerikanischer Schauspieler, Komiker und Drehbuchautor
- Damon Wayans, Jr. (* 1982), US-amerikanischer Schauspieler und Komiker, Sohn des Obigen
- Damon Wild (* 1967), US-amerikanischer Musiker, Produzent und DJ aus dem Techno- und Acid-Techno-Bereich
- Damon Younger (* 1975), Pseudonym eines isländischen Schauspielers

## Nachweise
1. ↑  https://www.behindthename.com/name/damon